# Átman
Az átman, néha: átma (devanāgarī: आत्मन् ; pāli: attā) egy többjelentésű szanszkrit szó (lásd: आत्मन्), melynek magyar fordítása többek közt az Én, a lélek, a világlélek vagy az önvaló. Minden felsőbb erő és hatalom tökéletes csoportosulása egy adott emberi testben. Az átman jelentheti a testet, az elmét, az értelmet és a Legfelsőbb Önvalót is, de általában az egyéni lélekre utal.
Az átman az advaita védánta értelmezésében azonos a Brahmannal, az egyetemes Valóval. Hogy azonban az értelem részére megkönnyítse a szinte megfoghatatlan gondolat megértését, a Védánta a Brahmant Paramátman-nak (Legfelsőbb Önvaló) nevezi. Ez már viszonylagos, módosult szemlélet: az egyetemes Lélek, a kettősség-nélkül való Létteljesség átmannak, tulajdon önvalónknak fogható fel, míg ugyanez az elv a Mindenség léte mögött mint Paramatman gondolható. De ez a kettő egy és ugyanaz.
A Védákban nem találkozunk a halhatatlan lélekként felfogott átmannal. Eszméje a Bráhmanákban és az Áranjakákban a prána (lélegzet) formájában jelenik meg. A prána olyan, mint Nyugaton a Logosz, mivel nem csupán az életet, de a hangot is létrehozza (vács), és megfeleltethető a teremtő Brahmannak. Ennek alapján alakult ki az a meggyőződés, hogy az emberekben (és más jelenségekben) maga a halhatatlan Brahman az élet elve – ezért az átman maga Brahman. 

## Purusa, átman
A purusa (पुरुष) ugyanezt a fogalmat fejezi ki, de módosult megjelenésében, ahogyan a lélek az anyagba zárt élet fátylán keresztül mutatkozik: tehát az egyéni lélek. A Védánta értelmezésében ez csak látszólagos, de amíg eszmélésünk csak az anyagvilág megtévesztő káprázatán keresztül tud szemlélni, addig a léleknek ez az egyedül képzelhető megjelenése. S éppen ezért a Jóga bölcselete a purusá-ról beszél. A Szánkhja bölcseletet is kimondja, hogy a lélek — purusa — az anyagtól (még az anyag legfinomabb formájától is) tökéletesen és végletesen különbözik, fölötte áll mindannak, ami az anyagvilágban törvényszerűleg megnyilvánul. A látszólagos ellentmondás a Szánkhja és például a Védánta közt csak annyi, hogy a Szánkhja a rendszerében nem tárgyalt, csak éppen mint tényt megemlített lelket nem mondja egyetemesen, átfogóan egynek, mint a Védánta, hanem annyi lelket tételez fel, ahány élőlény létezhet a világban.
A védánta nem beszél purusáról. A két kulcsfogalom itt az átman és Brahman és azok egysége. Az átman lényegében a purusa szinonimája, vagyis az egyéni lélek.

## Dzsívátman
A dzsívátman (जीवात्मन्) jelentése: egyéni lélek. A paramátmantól, a Legfelsőbb lélektől megkülönböztetett személyes vagy egyéni lélek. Az advaita védánta szerint a megkülönböztetés csupán látszat, más filozófiai iskolák (pl. visistádvaita) viszont valósnak tartják.

## Dzsíva
A hinduizmus rendszerén belül vita tárgyát képezi, hogy azonos-e a dzsíva és az átman, vagy van köztük valamiféle különbség. 

## Brahman-átman
Az én, vagyis az egyén a világmindenség anyagi megfelelőjének tökéletes formája. Az upanisadok [titkos tanok] alapeszméje is a Brahman és az átman azonossága: A Brahman, a világokat teremtő és fenntartó, végtelen, örök isteni erő, amely minden lényben megtestesülve áll előttünk. Az átman Brahmanból származik, minősége csak a Brahmanban érthető meg, de már személyesült, Énné válik. A Brahman, a mindenség, a világlélek, de ugyanaz, mint az egyéni lélek.
Ez az ismeret csak kisszámú kiválasztottak által közelíthető meg, s csak bizonyos határig, mert hiszen az abszolútum [teljesség] olyasmi, "ami elől a szavak a gondolkozással együtt értetlenül visszafordulnak" (Taitti-rí-ja-up. II. 4.) Annak a felfogásnak, hogy csak az egyéni lélekkel azonos világlélek létezik, voltaképpen kikerülhetetlen következménye az a nézet, hogy a való világ csak látszat. A brahman-átman tanának egy másik következménye az istenek háttérbe szorítása. A legrégibb felfogást jól megvilágítja a következő hely: "Aki más istenséget tisztel (mint az átmant, önmagát) – abban a hiszemben, hogy az isten más, ő is más, az tévúton van, az csak az istenek barma (pasu). Amint a barmok az ember hasznára vannak, úgy vannak az emberek az istenek hasznára (t. i. áldozataikkal, amelyekre az istenek rá vannak szorulva). Azért az isteneknek nem kellemes, hogy az emberek ezt (t. i. az átman titkát) tudják" (Brihád árjanka upanisad. I. 4. 10.) Az egyéni átman sorsa az ébrenlét, álmodás, mély alvás és halál állapotában, valamint a halál után szüntelen vizsgálódás tárgya s nagyszerű képekre, hasonlatokra nyújt alkalmat. A földi lét folyamán az egyéni lélek folyton váltogatja az ébrenlét és alvás állapotát, mint egy nagy hal az innenső és túlsó partot.

## Kasmíri-saivizmus
A kasmíri-saivizmusban a tisztátalanságok okozta korlátok miatt megkötöttnek (pasu) nevezik az egyéni lelket. Az egyéni lélek örökkévaló, valóságos, azonos az Úr Sivával, mely lényegében határtalan, mindent átható, örökké tudatos fényesség. A megszabadulás annak felismeréséből fakad, hogy valódi természetük az Úr Sivával való azonosság.